# Sosticus pawani
Sosticus pawani är en spindelart som beskrevs av Gajbe 1993. Sosticus pawani ingår i släktet Sosticus och familjen plattbuksspindlar. Inga underarter finns listade i Catalogue of Life.